# ニューヨーク・オープン
ニューヨーク・オープン（New York Open）は、アメリカ合衆国・ニューヨーク州ユニオンデールにて開催されていた、ATPツアー・250シリーズの大会である。

## 概要
これまで例年2月にATPツアーでのアメリカ合衆国での大会として、1976年からテネシー州メンフィスにて2014年まで全米国際インドアテニス選手権、2015年から2017年までメンフィス・オープンという名称で開催されていたが、大会スポンサーの変更により開催地がニューヨーク・ユニオンデールへ移され、大会名も『ニューヨーク・オープン』と変更され、新規開設大会として開催されることとなった。

## 歴代優勝者

### シングルス
| 年   | 優勝者               | 準優勝者             | 決勝結果                |
| ---- | -------------------- | -------------------- | ----------------------- |
| 2018 | ケビン・アンダーソン | サム・クエリー       | 4–6, 6–3, 7–6(7–1)      |
| 2019 | ライリー・オペルカ   | ブレイデン・シュナー | 6–1, 6–7(7–9), 7–6(9–7) |
| 2020 | カイル・エドマンド   | アンドレアス・セッピ | 7–5, 6–1                |

### ダブルス
| 年   | 優勝者                                              | 準優勝者                                              | 決勝結果           |
| ---- | --------------------------------------------------- | ----------------------------------------------------- | ------------------ |
| 2018 | マックス・ミルヌイ フィリップ・オズワルド           | ウェスリー・クールホフ アーテム・シタック             | 6–4, 4–6, [10–6]   |
| 2019 | ケビン・グラビーツ アンドレアス・ミース             | サンティアゴ・ゴンザレス アイサム＝ウル＝ハク・クレシ | 6–4, 7–5           |
| 2020 | ドミニク・イングロット アイサム＝ウル＝ハク・クレシ | スティーブ・ジョンソン ライリー・オペルカ             | 7–6(7–5), 7–6(8–6) |